# M. Shadows

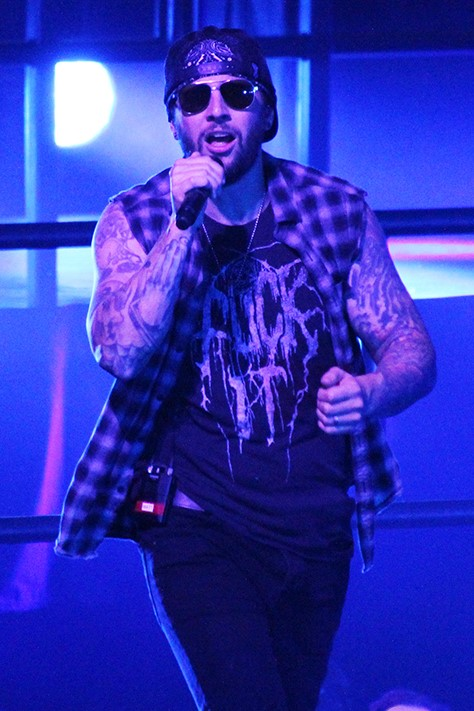
M. Shadows (2017)

Matthew Charles Sanders (* 31. Juli 1981 in Fountain Valley, Kalifornien), besser bekannt unter seinem Künstlernamen M. Shadows, ist der Sänger, Songwriter und Gründungsmitglied der US-amerikanischen Heavy-Metal-Band Avenged Sevenfold. Shadows besitzt die Stimmlage Tenor und ist bekannt für seinen düsteren Gesangsstil sowie gelegentlichem Screamen, aber auch melodischen Gesang.

## Leben
M. Shadows erlernte als Teenager Gitarre und Klavier. Er verbindet seine frühe musikalische Erfahrung mit dem Klavier, als einen wichtigen Faktor bei der Entwicklung seiner Fähigkeiten mit der Gitarre und seiner Stimme. Er besuchte die Huntington Beach High School, wo er für kurze Zeit in der Punkband Successful Failure spielte und dort dann auch anfing zu singen. 1999 gründete Shadows Avenged Sevenfold, zusammen mit seinen High-School-Freunden Zacky Vengeance, The Rev und Matt Wendt. 2000 holte The Rev Synyster Gates als Lead-Gitarristen zur Band hinzu.

## Künstlername
Shadows verwendet, wie die anderen Mitglieder von Avenged Sevenfold, einen Künstlernamen. In einem Interview sagte er, dass er M. Shadows wählte, weil er als „dunkler Charakter der Band“ galt. Das M steht für seinen Vornamen, Matthew. Er meinte M. Shadows klinge besser als nur Shadows. Er fügte auch hinzu, dass er und seine Band Künstlernamen verwendeten, weil viele andere erfolgreiche Musiker, die sie beeinflusst hatten, Künstlernamen tragen (z. B. Slash von Guns N’ Roses und Munky von Korn).

## Einflüsse
Shadows sieht seine Gesangs- und Spielkultur stark von klassischen Metal-Bands beeinflusst. Er nennt Guns N’ Roses als seinen größten Einfluss (in einem Interview), „Ich liebe diese Band! Sie sind ein großer Grund, warum ich auch in einer Band bin und selbst Musik schreibe.“ Shadows kommentierte auch, dass er stark von Metallica, Megadeth, Slayer, Iron Maiden, Ozzy Osbourne, Queen und Pantera beeinflusst wurde. Zu seinen Lieblingskünstlern gehören Guns N’ Roses, Elton John, Pink Floyd, Bad Religion, Pennywise, NOFX, At the Gates, Dream Theater, Helloween, Iron Maiden, Korn, Megadeth, Metallica, Pantera, Queensryche, System of a Down, X Japan, Mr. Bungle, und Rancid.

## Andere Projekte

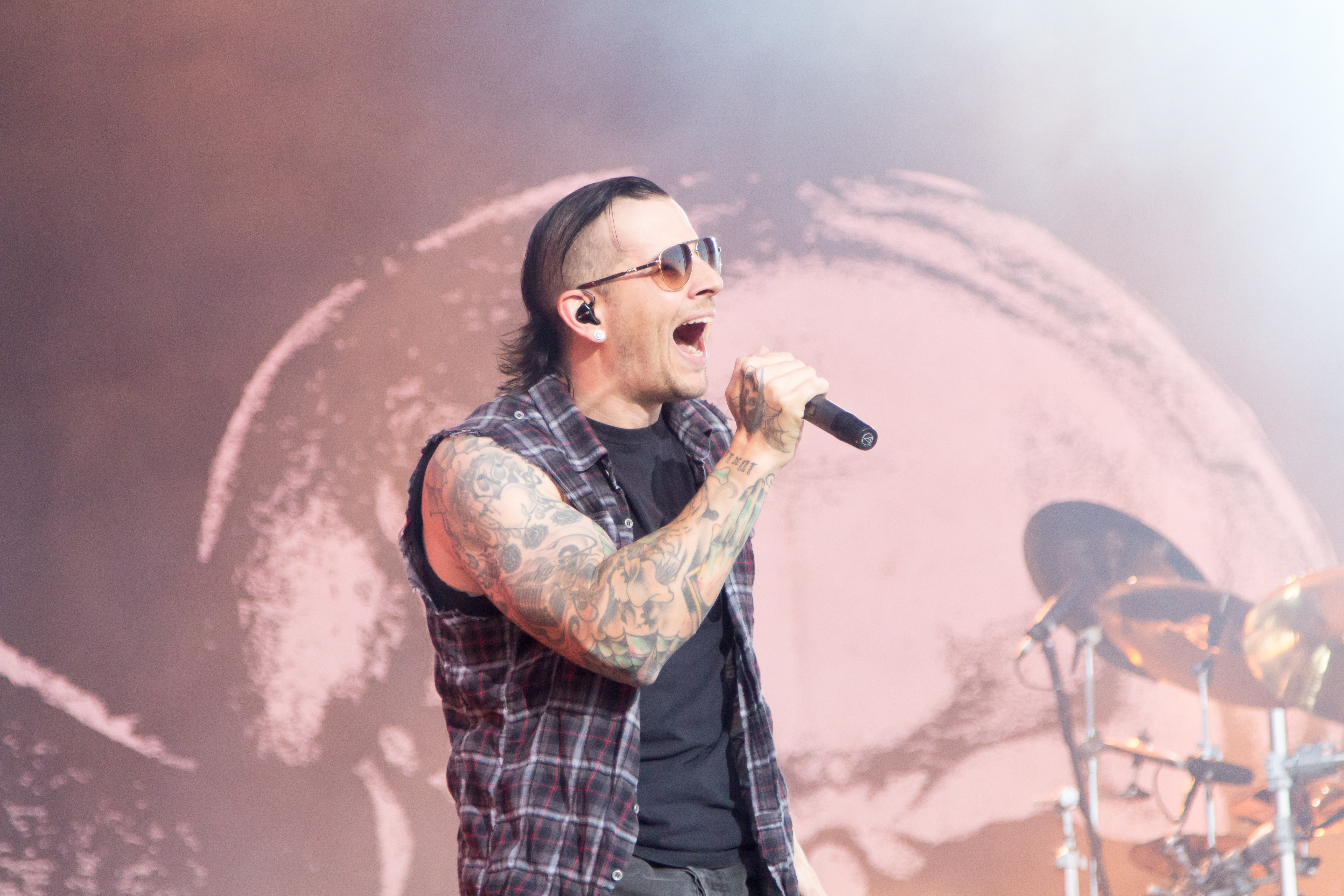
Shadows im Juni 2014

Shadows war zu Gast auf zahlreichen Alben von verschiedenen Künstlern. Er ist auf dem Steel-Panther-Album Feel the Steel zu hören und singt eine Strophe von Turn Out the Lights. Er produzierte auch The Confessions Album von 2007, Requiem. Shadows singt in The River von Good Charlotte im Album Good Morning Revival zusammen mit anderen Bandmitgliedern, wofür er 2024 in Großbritannien eine Silberne Schallplatte erhielt. Synyster Gates spielte in dem Song das Gitarrensolo.
Im Jahr 2012 hatten Shadows und Avenged Sevenfold-Kollege Synyster Gates einen kurzen Cameo-Auftritt im Ego-Shooter Call of Duty: Black Ops II, in dem sie ihre Stimmen zur Verfügung stellten. Auch produzierte Shadows Band einige Musiktitel für das Spiel. Shadows sang auch Nothing to Say in Slashs Solo-Album.

## Privates
M. Shadows ist seit dem 17. Oktober 2009 mit Valary DiBenedetto verheiratet. Das Paar hat zwei Kinder. Ihr erster Sohn River Sanders wurde am 8. Juli 2012 geboren. Ihr zweiter Sohn Cash Sanders kam Mitte 2014 zur Welt. Shadows lebt mit seiner Familie in Long Beach.